# Mauku Waterfall
Der Mauku Waterfall ist ein Wasserfall auf der Nordinsel Neuseelands. Er liegt im Lauf des Mauku Stream im Gebiet der Ortschaft Patumahoe westlich von Pukekohe in der Region Auckland. Seine Fallhöhe beträgt etwa 5 Meter.
Der Wasserfall ist die Hauptattraktion der kommerziell betriebenen Wrights Water Gardens und kann daher nur kostenpflichtig besucht werden.